# Robert Socha
Robert Socha – polski naukowiec, profesor nauk społecznych w dyscyplinie nauki o bezpieczeństwie; pracownik naukowo-dydaktyczny Akademii WSB. Dyrektor Akademickiego Centrum Edukacji o Auschwitz i Holokauście. Redaktor naczelny czasopisma naukowego „Security Forum”. Prezes Śląskiego Oddziału Towarzystwa Wiedzy Obronnej.

## Działalność naukowa
Absolwent Wyższej Szkoły Policji w Szczytnie, Uniwersytetu Wrocławskiego i Akademii Sztuki Wojennej.  W 2008 r., na Wydziale Strategiczno-Obronnym Akademii Obrony Narodowej obronił pracę doktorską pt. Przygotowania obronne formacji uzbrojonych na przykładzie Policji w Polsce, opracowaną pod kierunkiem naukowym prof. dr. hab. inż. Waldemara Kitlera, uzyskując stopień doktora nauk wojskowych w specjalności bezpieczeństwo narodowe. W 2014 r. na podstawie zgromadzonego dorobku oraz monografii pt.: Działania polskiej Policji w stanach nadzwyczajnych. Doświadczenia. Stan obecny. Doskonalenie Rada Wydziału Bezpieczeństwa Narodowego Akademia Obrony Narodowej nadała stopień doktora habilitowanego w dziedzinie nauk społecznych w dyscyplinie nauki o bezpieczeństwie.
Autor ponad 180 publikacji naukowych, zamieszczonych zarówno w wydawnictwach krajowych, jak i w wydawnictwach zagranicznych w m.in.: USA, Wielkiej Brytanii, Hiszpanii, Niemczech, Czechach, Bułgarii, na Węgrzech, w Serbii, Ukrainie, Łotwie, Gruzji i Turcji. Jego prace koncentrują się głównie na bezpieczeństwie, zarządzaniu kryzysowym oraz roli policji w utrzymaniu bezpieczeństwa publicznego.

## Wyróżnienia i nagrody
Za działalność na rzecz bezpieczeństwa, nauki i dydaktyki  wyróżniany odznaczeniami: Brązowy Krzyż Zasługi, Srebrny Medal „Opiekun Miejsc Pamięci Narodowej”; Odznaka honorowa „Za zasługi dla ochrony zdrowia” oraz Złota Odznaka Honorowa za Zasługi dla Województwa Śląskiego.